# Ràdio Vilanova (EAJ-35)
Ràdio Vilanova va ser una emissora radiofònica a la comarca del Garraf. Va ser la primera emissora que es va establir a la comarca. Era una emissora de propietat privada creada per un particular que va iniciar les emissions al públic el 13 de novembre de l'any 1932, durant l'anual Fira de Vilanova i la Geltrú. L'emissió era d'ona mitjana i amplitud modulada. Va rebre la concessió governamental amb data 22 de juliol de 1933 i amb l'indicador EAJ-35.

## Història
L'emissora i l'equipament electrònic va ser creada pel vilanoví Josep Maria Cucurella i Xicola (1899 - 1983). Cucurella va estudiar a l'Escola de Pèrits Industrials de Vilanova i la Geltrú, (actualment Escola Politècnica Superior d'Enginyería), amb el professor Emili Calvet amb qui va construir un receptor de ràdio amb una antena instal·lada al terrat de l'edifici del Teatre Bosc. Fins a l'any 1918 no varen tenir un amplificador amb vàlvules de vuit pels circuits.

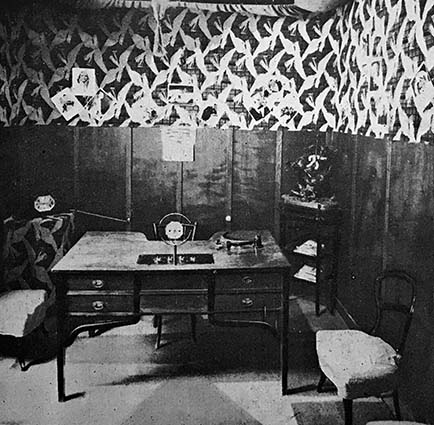
Locutori Ràdio Vilanova

Josep Maria Cucurella va obtenir una beca per l'Institut Politècnic de Grenoble, a França, on va residir des de l'any 1920 fins al 1926 i on amb altres estudiants varen fundar el Ràdio Club Dauphinois. Va tornar a Vilanova i la Geltrú amb el títol d'enginyer i amb un aparell receptor.
Durant l'any 1932 es varen fer les primeres emissions en proves. Els equips es varen construir en un local comercial de venda de receptors i aparells de telefonia sense fils (TSF), propietat de Joaquim Muntaner Carbonell al carrer Caputxins núm. 27 (també carrer de Progrés). En aquest lloc hi ha una placa commemorativa. La Direcció General de Telecomunicació de Madrid va donar l'autorització amb data 3 de març de 1934. Es va demanar la llicència per emetre a la Direcció General de Telecomunicacions del ministeri i mentre s'esperava la concessió s'emetia música, notícies i publicitat amb la col·laboració espontània de joves de Vilanova i la Geltrú. L'emissió inaugural la va fer la jove locutora Francesca Galceran i posteriorment també hi varen participar Candelaria Simón, Núria Fraire, Francesc Serra Novas, Josep Serra i Josep Rovira entre d'altres.

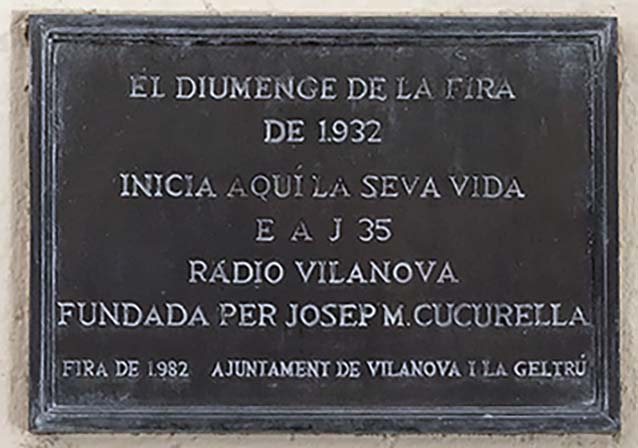
Placa commemorativa de la inauguració de Ràdio Vilanova al carrer de Caputxins

Les despeses eren cobertes únicament pels fundadors Cucurella i Muntaner. Es va constituir una societat amb 7 socis que va créixer fins a aproximadament 400 socis protectors pel manteniment econòmic de l'emissora. Es va iniciar la publicació de la revista 'Ràdio Vilanova' de la qual es varen publicar dos únics números. A la Biblioteca Museu Víctor Balaguer de la ciutat hi ha exemplars per la consulta.

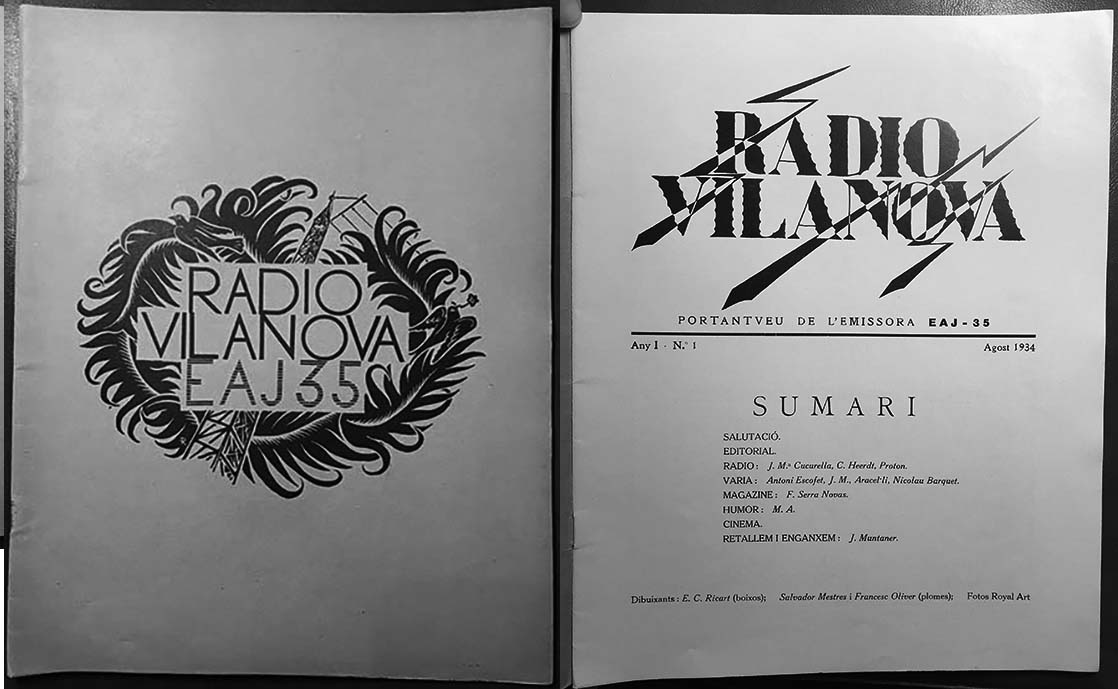
Revista Ràdio Vilanova

L'emissora es va traslladar a la Rambla Principal (aleshores Rambla Francesc Macià) al domicili de Cucurella, i posteriorment al carrer de la Llibertat.
Inicialment, l'emissora emetia dos cops al dia, els dies festius. La seva potència a l'inici era de 70 W. L'any 1931 ja es podien comprar aparells receptors a Vilanova i el nombre de receptors a la ciutat era aproximadament d'uns 500 amb els quals també es sintonitzaven les emissores de Barcelona, amb més potència. El cens d'habitants l'any 1935 era de 17.494.
L'interès en les emissions de Ràdio Vilanova, com programes al públic femení, van permetre augmentar l'adscripció de fins a 500 socis-protectors, que juntament amb ingressos per publicitat i ajudes de l'Ajuntament de la ciutat varen permetre el manteniment de les emissions. Els serveis informatius que es radiaven 2 cops al dia es veren poder fer amb la col·laboració de Ràdio Barcelona (EAJ - 1) amb la qual es compartien ingressos per publicitat. La quota dels socis era de 50 cèntims de pesseta (0,6 cèntims d'euro al canvi de l'any 2012) quan un quilo de patates en aquell temps tenia un preu de 20 cèntims. Resultat: unes 800 pessetes de beneficis l'any 1934.

### Legalització
L'any 1924 es va decretar per 'Real Orden' i publicar a la Gaceta de Madrid el Reglament que regulava l'establiment i característiques que havien de complir les estacions radioelèctriques particulars. El cap del govern espanyol era el militar Miguel Primo de Rivera. Fins a l'any 1936 varen sortir més disposicions oficials com per exemple les dels anys 1928 i 1929 sobre les longituds d'ona i les freqüències a les quals Ràdio Vilanova va registrar: longitud d'ona 200 metres, freqüència 1.500 kc/s (Hz), 200 W de potència màxima, publicitat sense excedir dels 5 minuts (min) per hora de servei (l'any 1932 va passar a 10 minuts), equiparació de 'ràdio' i 'premsa'. A 1933 es va decretar que l'impost estatal del 20% sobre els ingressos per la publicitat. La concessió es va rebre a Vilanova el 3 de març de 1934.

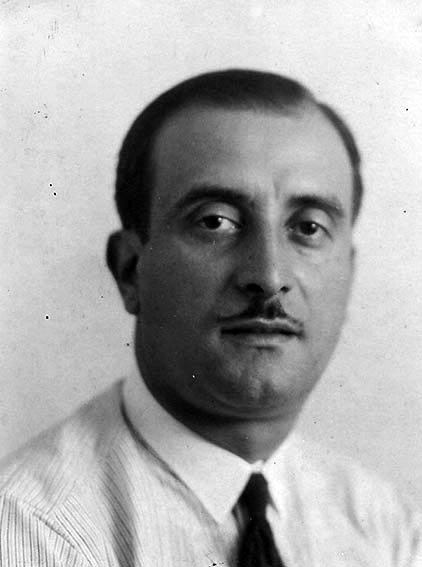
Josep Maria Cucurella

Durant els fets del 6 d'octubre Ràdio Vilanova va ser presa per militants revolucionaris armats que durant unes hores varen fer difondre proclames polítiques i música com l'himne de 'La Internacional'.
Ràdio Vilanova, juntament amb Ràdio Barcelona EAJ-1 i Ràdio Associació de Catalunya (EAJ - 15), Ràdio Terrassa (EAJ - 25), Ràdio Sabadell (EAJ - 20), Ràdio Tarragona (EAJ - 33), Ràdio Reus (EAJ - 11), Ràdio Badalona (EAJ - 39), Ràdio Girona (EAJ - 38), Ràdio Lleida (EAJ - 42) i Ràdio Manresa (EAJ - 51) varen crear, el 22 de febrer de 1934, la Federació d'Emissores de Ràdio de Catalunya (FERC).

## Guerra Civil espanyola
El 18 de juliol de 1936 Ràdio Vilanova va emetre una proclama del President de la Generalitat Lluís Companys demanant serenitat a tota la població així com una proclama des del Ministeri de Governació de Madrid i una feta per Dolores Ibàrruri des de Madrid. L'historiador Xavier Garcia i Soler, Creu de Sant Jordi de la Generalitat 1996, va participar en diverses emissions a Ràdio Vilanova l'any 1937.
L'emissora va ser confiscada successivament per organitzacions polítiques, inicialment el POUM el qual va mantenir com a administradors a Cucurella i a Muntaner pel sosteniment de l'emissora, però sota les ordres del POUM, fins que per problemes tècnics i avaries a finals de 1938 va deixar d'emetre. Les tropes sublevades contra la República arribaren a Vilanova el 21 de gener de 1939. A febrer l'emissora va tornar a funcionar i l'agost de 1940 s'imposà l'ús exclusiu de la llengua castellana a l'emissora. Es va entregar l'emissora al general Yagüe dels sublevats quan les seves tropes entraren a Vilanova i la Geltrú.

## La post guerra
Ràdio Vilanova va haver de canviar el nom a "Radio España de Villanueva y Geltrú" i s'imposà la llengua castellana i les salutacions i himnes diaris dels sublevats amb emissió de proclames polítiques de les quals l'emissora no en rebia cap import; els locutors i treballadors de l'empresa que s'hi oposaren anaren a presó. Només s'emetia dos cops al dia durant una hora i mitja cada una.

Com tant d'altres mitjans, tot el que l'emissora volia posar en antena havia de tenir l'aprovació censora prèvia de la Falange de la qual el cap provincial era Martín de Riquer. A locutors de l'emissora se'ls va obligar a usar sempre la llengua castellana. L'emissora passà a mans de persones addictes a la Falange i Cucurella i Muntaner varen ser apartats. Cucurella va ser arrestat el 24 de juliol de 1940 per "desafecte" al règim i obligat a fer treballs forçats uns 4 mesos sense que poguessin determinar que fos culpable de res i va ser posat en llibertat.

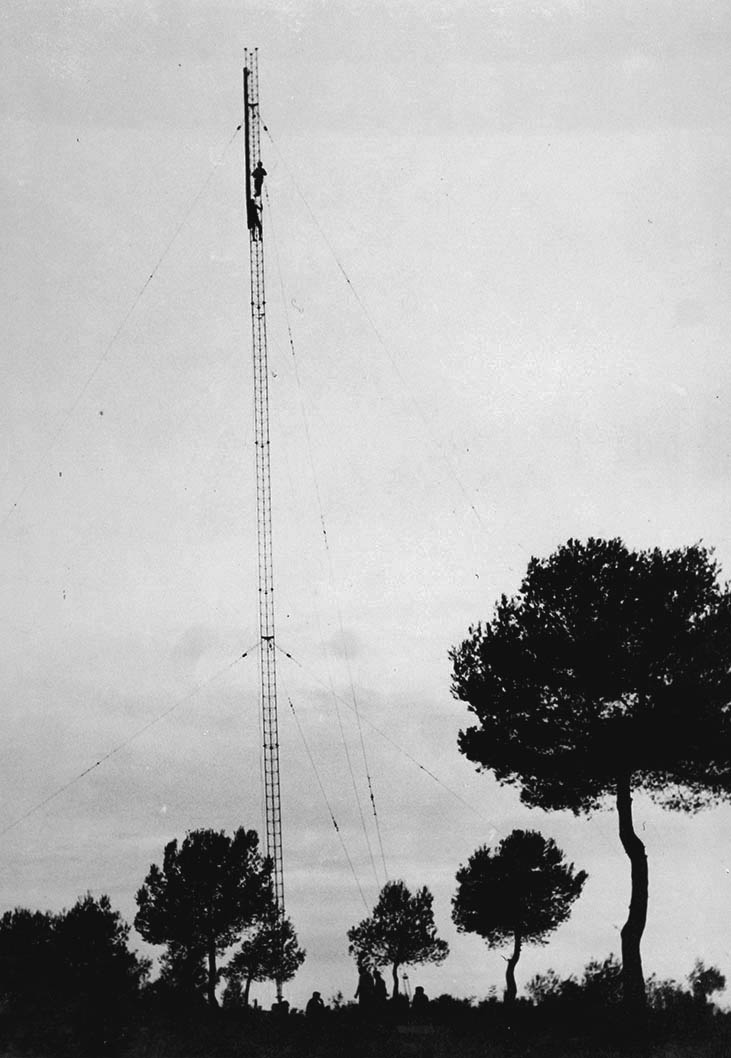
Antena de Ràdio Penedés. Any 1978

a sorgir espontàniament un personatge radiofònic infantil, conegut com a Lalo que el locutor Josep Antoni Serra imitava amb veu infantil i que va tenir molt d'èxit per la forma com aconseguia recaptar donacions benèfiques per l'Hospital de Sant Antoni Abat.

## Acabament
El 7 d'octubre de 1942 el propietari Josep Maria Cucurella va vendre l'emissora a Martin Maries Magrinyà, propietari de les emissores de Tarragona i Lleida, per un total de 40.000 pessetes. Va canviar el local i el nom a Radio Villanueva. El 25 d'abril de 1945 es va vendre novament l'emissora a Vicenç Gibert i Subirats, empresari vilanoví. L'any 1951 va passar a mans del barcelonès Rafael Tamarit i des de 1952 fins a 1954 va ser propietat de Joaquima Soler, de Reus, i l'any 1954 va ser comprada per la Cadena Rato, de Ramón de Rato Rodríguez de San Pedro i es va canviar el nom a Radio Panadés i l'any 1978 l'antena es va posar a la Masia Padruell. El 10 d'octubre de l'any 1973 es trasllada el local al carrer de la Llibertat (abans, carrer Calvo Sotelo) fins a 1982. la Cadena Rato instal·la Ràdio Terramar. L'any 1990 va ser adquirida per Onda Cero Radio.